# Kamenný most v Rabštejně nad Střelou
Kamenný most v Rabštejně nad Střelou je pravděpodobně gotický silniční most přes řeku Střelu na severovýchodním okraji bývalého historického města Rabštejna nad Střelou. Most byl zřejmě postaven v letech 1335–1340 současně s přestavbou původního hrádku a založením opevněného města v podhradí. Most v Rabštejně by tak byl starší než Karlův most a po píseckém kamenném mostě by byl druhým nejstarším dochovaným mostem v České republice. Je zapsán jako kulturní památka.
Most je stále v provozu, dokonce jako součást silnice II/206, přestože je pouze jednopruhový (vozovka má šířku 4,3 metru, pro dvoupruhovou vozovku stanoví ČSN 73 6110 v bodě 8.4.3 minimální šířku 5,5 metru, z toho 2,5 metru pro každý směr jízdy). Přednost v jízdě mají vozidla přijíždějící s kopce od Nového Dvora, maximální povolená hmotnost vozidla je 24 tun. 
Poslední velká rekonstrukce mostu proběhla v letech 2017–2020.
Most je oblíbenou lokací českých i zahraničních filmařů. Byly zde natáčeny například filmy Šťastný smolař a Svatojánský věneček a v roce 2011 se také stal dějištěm remixu klipu Personal Jesus skupiny Depeche Mode.

## Historie
Zakladatelem mostu byl zřejmě nejvyšší zemský podkomoří a oblíbenec krále Jana Lucemburského, Oldřich Pluh z Rabštejna. Oldřich koupil rabštejnský statek po roce 1321, nechal přestavět zdejší hrad a vybudovat město, kterému vymohl 21. září 1337 pražské městské právo. Předpokládá se že v té době vznikl i most, přes který vedla zemská stezka z Chebu na Loket, Žlutice, Rakovník a Prahu. V Rabštejně býval údajně mezi dvěma hradními věžemi ještě „Kožený“ most.

## Popis
Most je z hrubozrnného pískovce (dolní část mostu je z hladce opracovaných kvádrů) i neopracovaného lomového kamene (horní část mostu) a břidlice, když horní část parapetní zídky je kryta žulovými deskami. Pilíř je opatřen ledolamem.

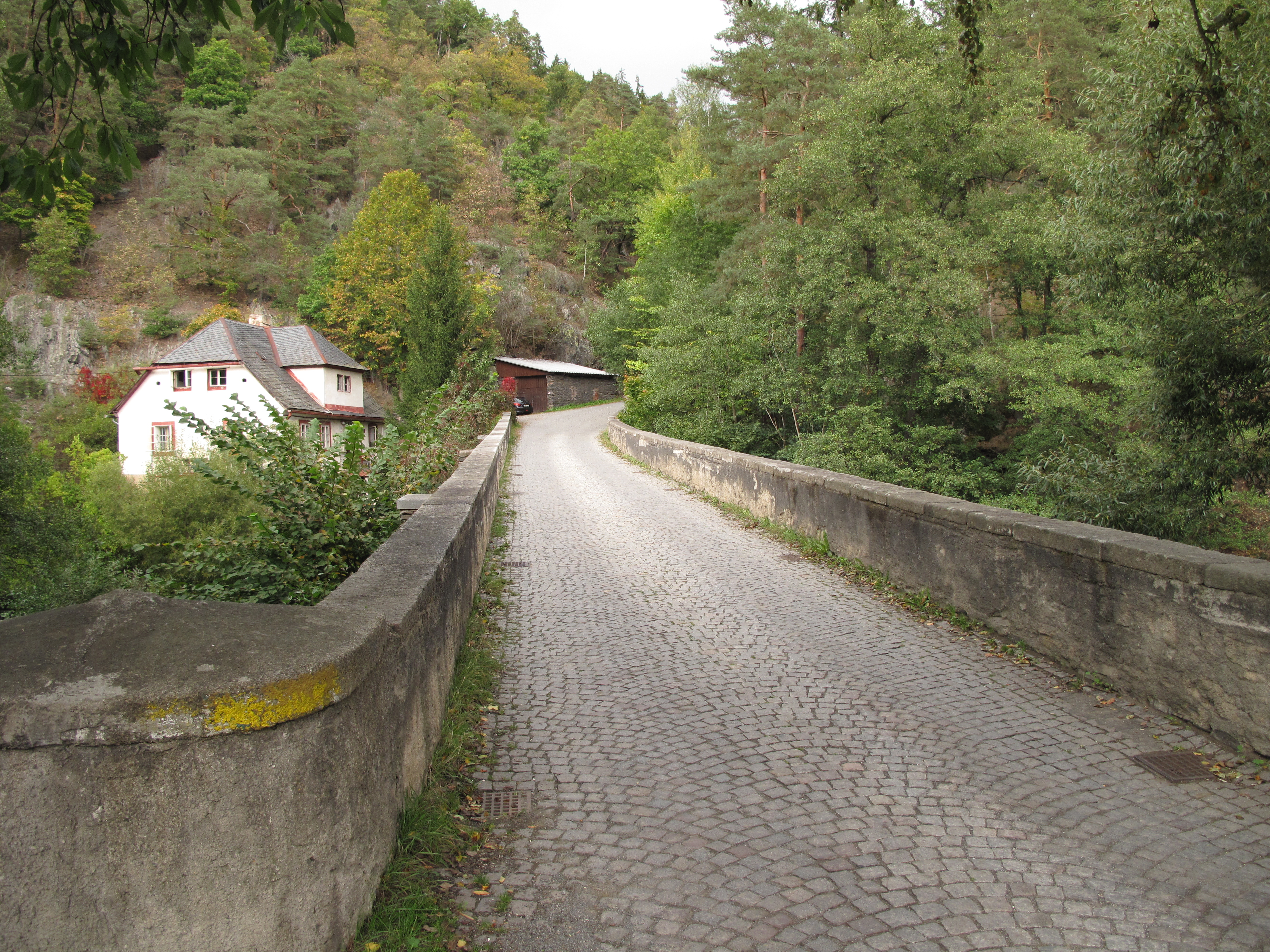
Kamenný most (Rabštejn nad Střelou), mostovka

Délka mostu činí 55 metrů, šířka 4,3 metru a mostovka je odvodněna sedmi žlábky. Oblouky mají šestimetrovou světlost. Na mostě stála barokní socha sv. Jana Nepomuckého a dřevěný kříž. Socha byla z mostu přenesena na nedalekou skálu.